# محمود طوبار
محمود طوبار (مواليد 10 سبتمبر 1954) هو ممثل مصري بدأ نشاطه الفنى في عام 1981 وأدى أدوارا ثانوية في أفلام السينما ومسلسلات التليفزيون وأشتهر بدور الضابط أو المحقق. 

## أعماله

### أفلام
- 1981:أهل القمة
- 1984:الخزنجية
- 1992:آه .. وآه من شربات
- 1993:لصوص خمس نجوم
- 1993:بوابة إبليس
- 1994:مصيدة الذئاب
- 1994:ليلة القتل
- 1994:قدارة
- 1994:الجاسوسة حكمت فهمي
- 1994:الإرهابي
- 1995:ضربة جزاء
- 1995:امرأة وامرأة
- 1996:نزوة
- 1996:كرامة امرأة
- 1996:الهروب إلى القمة
- 1998:رسالة إلى الوالي
- 1998:الحرب العائلية الثالثة
- 1998:اختفاء جعفر المصري
- 2001:عنبر والألوان
- 2002:أمير الظلام
- 2002:السطو بالذاكرة
- 2004:عريس من جهة أمنية
- 2005:غاوي حب
- 2006:إيه النظام

### مسلسلات
- 1993:الثعلب
- 1993:الآنسة كاف
- 1994:صور ملونة
- 1994:أهل القمة
- 1995:يوميات ونيس ج2
- 1995:على باب الوزير
- 1995:صباح الورد
- 1995:الوهم والسلاح
- 1996:أيام الغربة
- 1997:فرط الرمان
- 1997:أصل وخمس صور
- 1998:هوانم جاردن سيتي ج2
- 1998:الأب
- 1999:أم كلثوم
- 1999:الشهاب
- 2000:يا رجال العالم اتحدوا
- 2000:وجه القمر
- 2000:محاكمة الليالي
- 2000:أوبرا عايدة
- 2000:السفينة والربان
- 2001:محامي كعب داير
- 2001:قسمتي ونصيبي
- 2001:حواري وقصور
- 2001:تلال الغضب
- 2001:النساء قادمون
- 2002:قاسم أمين
- 2002:شمس منتصف الليل
- 2002:رجل على الحافة
- 2003:كناريا وشركاه
- 2003:حكايات زوج معاصر
- 2003:أمانة يا ليل
- 2003:آخر الخط
- 2004:عفاريت السيالة
- 2004:القاهرة منفلوط والعكس
- 2004:أصحاب المقام الرفيع
- 2005:مسائل عائلية جدا
- 2005:المنصورية
- 2005:ألف ليلة وليلة: سالم وغانم
- 2005:الحب موتا
- 2006:وعد الحر
- 2006:مواطن بدرجة وزير
- 2006:قلوب تائهه
- 2006:قلب الدنيا
- 2006:امرأة من الصعيد الجواني
- 2007:يتربى في عزو
- 2007:قلب امرأة
- 2007:قضية رأي عام
- 2007:الملك فاروق
- 2007:القرار
- 2008:مسك الليل
- 2008:طريق الخوف
- 2008:طائر التمساح
- 2008:شط إسكندرية
- 2008:الهاربة ج1
- 2008:المحطة اكشن نيوز
- 2009:في مهب الريح
- 2009:دموع في نهر الحب
- 2009:النهر والتماسيح
- 2009:آخر أيام الحب
- 2011:مشرفة رجل لهذا الزمان
- 2011:خاتم سليمان
- 2011:تلك الليلة
- 2012:ربيع الغضب
- 2012:بفعل فاعل
- 2012:بالأمر المباشر
- 2013:سلسال الدم ج1
- 2013:العراف
- 2015:سلسال الدم ج2
- 2016:سلسال الدم ج3
- 2017:عفاريت عدلي علام
- 2019:الضاهر
- 2019:أفراح إبليس ج2

## وصلات خارجية
- محمود طوبار على موقع قاعدة بيانات الأفلام العربية